# Pixel art

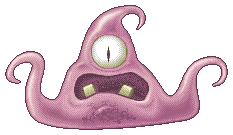
Dit monster ("The Gunk") is een voorbeeld van pixel art met Microsoft Paint

Pixel art is een vorm van digitale kunst die gemaakt wordt met behulp van een computer en grafische rastersoftware waarbij de afbeeldingen worden bewerkt op het niveau van de individuele pixels. Grafische effecten in de meeste oudere computerspellen en in moderne toepassingen zoals mobiele telefoons kunnen beschouwd worden als pixel art. Deze kunstvorm doet ietwat denken aan de traditionele kruissteekpatronen. Pixel art is verwant aan het pointillisme - een extreem doorgevoerde schildertechniek waarbij kleine stippels verf vlak naast elkaar worden aangebracht zonder de kleuren te mengen.

## Geschiedenis

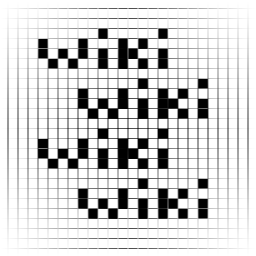
"Wiki", geschreven in pixel art

Pixel art als kunstvorm ontstond in de jaren tachtig van de twintigste eeuw als demo's voor machines zoals de Atari ST, Amiga en Commodore 64 die beperkte grafische mogelijkheden hadden en daarnaast slechts over een beperkte resolutie en een klein kleurenpalet beschikten.
De kleine rekencapaciteit en beperkte geheugens van de toenmalige computers hadden tot gevolg dat de vormgeving van de eerste grafische computertoepassingen erg rudimentair was. Oorspronkelijk bestonden er alleen zwart-witte bitmaps. Grijstonen werden bekomen door de lichtgevende pixels een grotere of kleinere dichtheid mee te geven. Door de geringe resolutie van de eerste computerschermen dienden gebogen lijnen weergegeven te worden als trapjes.

## Beperkingen
In pixel art probeert men met minimale middelen een esthetisch bevredigend resultaat te bereiken. De ware pixelkunstenaar zorgt ervoor dat het aantal gebruikte kleuren beperkt blijft. Pixel art wordt namelijk vooral gebruikt op systemen waar het aantal beschikbare kleuren klein is. De beperking van het aantal kleuren maakt ook deel uit van de techniek.
Traditionele pixel art wordt gemaakt door met de hand pixel voor pixel te editen, zonder gebruik van automatische hulpmiddelen. Over elke pixel is nagedacht. Puristen zullen dan ook alleen hulpmiddelen gebruiken die individuele pixels plaatsen, zoals het "potlood" in tekenpakketten. Anderen staan dan weer het gebruik van hulpmiddelen toe waarmee een lijn getrokken wordt omdat deze hulpmiddelen alleen de snelheid van werken opvoeren zonder het uiterlijke resultaat te beïnvloeden. Zij gebruiken ook opvul-hulpmiddelen (in tekenpakketten vaak aangegeven met een emmer) om een egale kleur aan te brengen. Automatische filters zoals een anti-aliasingfilter worden bij voorkeur niet gebruikt omdat deze automatisch nieuwe pixels toevoegen.
Door het handwerk is het maken van pixel art zeer arbeidsintensief.
Ook de canvasgrootte van de tekening speelt een rol.
Bv. de algemene regel is dat pixel art meestal een canvasgrootte van maximum 320x180 is. Als de pixel art groter gaat dan die grootte, dan spreken we niet meer van pixel art maar gewone digital art. Natuurlijk is er een mogelijkheid om wel groter te gaan maar dan moeten de pixels ook met grootte veranderen, dit betekent dat 1 pixel verdubbelt wordt in grootte (of meer). 

## Tekentechniek
Pixel art-tekeningen beginnen meestal met lijntekeningen, de basislijnen die de figuur, het gebouw, het voertuig omringen. Deze lijntekeningen worden meestal gemaakt op basis van gescande tekeningen. Aan een pixel art-tekening wordt vaak door verschillende kunstenaars gewerkt.
Het beperkte kleurenpalet maakt het soms noodzakelijk om wat ruis (ook wel dithering) toe te voegen, zodat er verschillende kleurschakeringen en kleuren zichtbaar worden. Dit moet echter volledig met de hand gebeuren.
Hiernaast enkele voorbeelden van schakeringstechnieken.

1. Zonder schakering.

2. Een schakering met gebruik van pixels in twee kleuren.
3. Een uitgebreider schakeringspatroon door een willekeurige plaatsing van punten.
4. Schakering door gebruik van kleine vormen, zoals vierkantjes van 2x2 pixels.

## Opslaan en compressie

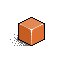
GIF bestand (318 bytes).

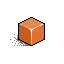
PNG bestand (275 bytes).

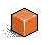
JPEG bestand (706 bytes).

Pixel art moet bij voorkeur zonder verlies en datacompressie worden opgeslagen, dat wil zeggen in een bestand dat elke pixel opslaat zonder verlies aan informatie. PNG en GIF zijn voorbeelden van formats die dit efficiënt kunnen doen.
Pixel art kan niet worden opgeslagen als een JPEG-bestand omdat hierbij een compressie met verlies aan kwaliteit optreedt. Concreet betekent dit dat de details in de afbeelding minder scherp worden. Ondanks dit kwaliteitsverlies zijn JPEG-bestanden vaak groter dan de corresponderende GIF- of PNG-bestanden.

## Categorieën

Isometrisch

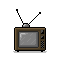
Niet isometrisch

Pixel art-vormen worden veelal onderverdeeld in twee subcategorieën: isometrisch en niet-isometrisch. Isometrische afbeeldingen worden in het algemeen gemaakt met vaste hoeken tussen de ribben van een kubus bijvoorbeeld, namelijk 30° vanaf de horizontaal. Maar omdat dit niet tot een goed resultaat leidt in pixel art wordt een verhouding van pixels gebruikt van 1:2, met als resultaat een hoek van 26,565° (gelijk aan de arctan van 0,5).
Niet-isometrische pixel art is in staat perspectief te suggereren.

## Kunstenaars
Een van de bekendste Pixel artists is eBoy.